# Данвілл (Огайо)
Данвілл (англ. Danville) — селище (англ. village) в США, в окрузі Нокс штату Огайо. Населення — 1019 осіб (2020).

## Географія
Данвілл розташований за координатами 40°26′49″ пн. ш. 82°15′39″ зх. д. / 40.44694° пн. ш. 82.26083° зх. д. (40.447055, -82.260901).  За даними Бюро перепису населення США в 2010 році селище мало площу 1,45 км², з яких 1,43 км² — суходіл та 0,01 км² — водойми.

## Демографія
Згідно з переписом 2010 року, у селищі мешкали 1044 особи в 425 домогосподарствах у складі 281 родини. Густота населення становила 721 особа/км².  Було 474 помешкання (327/км²).
Расовий склад населення:
| - 97,9 % — білих - 0,6 % — чорних або афроамериканців - 0,4 % — корінних американців - 0,1 % — азіатів |

До двох чи більше рас належало 0,9 %. Частка іспаномовних становила 1,2 % від усіх жителів.
За віковим діапазоном населення розподілялося таким чином: 28,3 % — особи молодші 18 років, 58,9 % — особи у віці 18—64 років, 12,8 % — особи у віці 65 років та старші. Медіана віку мешканця становила 33,8 року. На 100 осіб жіночої статі у селищі припадало 97,0 чоловіків;  на 100 жінок у віці від 18 років та старших — 91,6 чоловіків також старших 18 років.
Середній дохід на одне домашнє господарство  становив 42 180 доларів США (медіана — 35 278), а середній дохід на одну сім'ю — 49 119 доларів (медіана — 42 292). Медіана доходів становила 44 583 долари для чоловіків та 24 653 долари для жінок. За межею бідності перебувало 19,7 % осіб, у тому числі 17,9 % дітей у віці до 18 років та 15,2 % осіб у віці 65 років та старших.
Цивільне працевлаштоване населення становило 474 особи. Основні галузі зайнятості: виробництво — 23,2 %, освіта, охорона здоров'я та соціальна допомога — 17,5 %, роздрібна торгівля — 11,2 %, науковці, спеціалісти, менеджери — 11,2 %.